# Freie Christliche Schulen Siegen
Die Freien Christlichen Schulen Siegen (FCS) sind ein Verbund aus vier Privatschulen im Kreis Siegen-Wittgenstein, bestehend aus zwei Grundschulen, einer Sekundarschule und einer Realschule. Die vier Bildungseinrichtungen befinden sich im Altkreis Siegen.

## Trägerschaft und Konzept
Träger der Freien Christlichen Schulen Siegen ist der 1989 privat von einer Elterninitiative gegründete Christliche Schulverein Siegen e. V. Nach eigenen Angaben versteht sich die Einrichtung als christlich motiviert und aus dieser Motivation heraus verantwortlich für das „Gelingen“ des Lebens ihrer Schüler.

## Grundschulen
Die ältere Grundschule der FCS befindet sich im Wilnsdorfer Ortsteil Rudersdorf, die jüngere in Siegen.
Mit der Grundschule an der Weiß ist 2021 im zur Kernstadt gehörenden Siegener Ortsteil Hain die zweite Grundschule eröffnet worden. Der Ausgang des Genehmigungsverfahrens hing von der rechtzeitigen Fertigstellung des Gebäudes ab.

## Sekundarschule
Die Sekundarschule der FCS wurde 2016 am Standort einer Hauptschule gegründet und befindet sich im Siegener Stadtteil Kaan-Marienborn. Die Sekundarschule kooperiert mit dem Gymnasium Am Löhrtor.

## Realschule
Die Realschule der FCS ist im Freudenberger Stadtteil Niederndorf im Gebäude der dortigen Feuerwehr untergebracht. Das Kollegium besteht aus dreizehn Lehrern und elf Lehrerinnen. Des Weiteren sind neben einem Hausmeister und zwei Sekretärinnen drei pädagogische Mitarbeiterinnen und zehn Schulbegleiterinnen an der Niederndorfer Realschule beschäftigt.